# Príncipe de Asturias (R11)
Pour les autres navires du même nom, voir Príncipe de Asturias (navire).

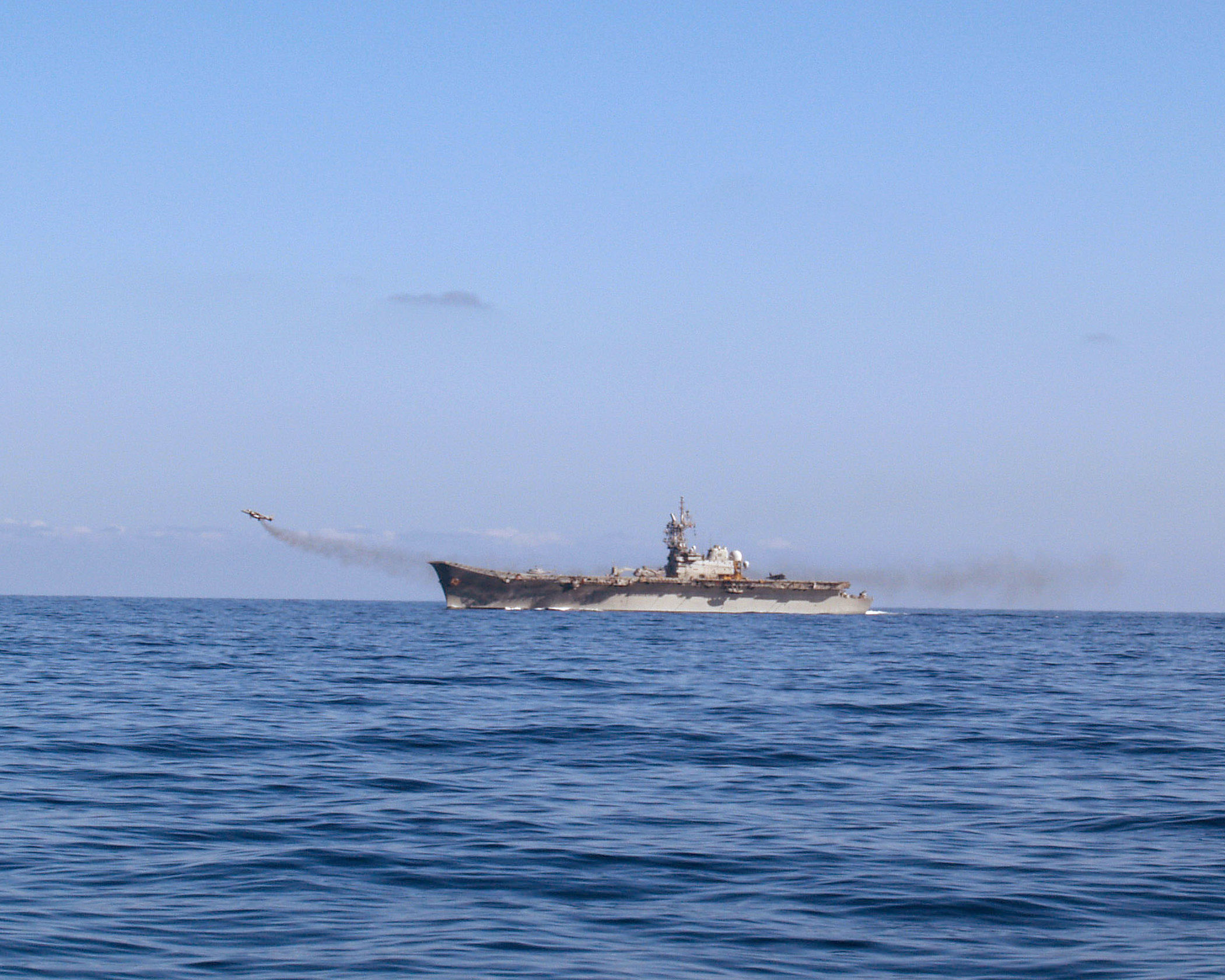
Le Príncipe de Asturias dans le golfe du Lion lançant un AV-8 Harrier II (7 octobre 2005)

Le Príncipe de Asturias (R 11) était un porte-avions faisant partie de l'Armada espagnole. Ce projet, élaboré par le Chef des Opérations navales Elmo Zumwalt, est issu du programme Sea Control Ship (SCS), étudié par Gibbs & Cox, entreprise d'ingénierie spécialisée dans l'architecture navale, est abandonné par l'administration américaine au cours des années 1970. Le projet renaît de ses cendres quelques années plus tard, pour être proposé aux autorités espagnoles. Il a été remplacé en 2008 par la mise en service du deuxième porte-avions stratégique Juan Carlos I. Le vaisseau amiral de la Flotte, avec ses frégates d'escorte, forme le « Groupe 1 de Protection de la Flotte ». Le Príncipe de Asturias est le troisième porte-aéronefs dans l'histoire maritime espagnole, après le Dédalo (ex-USS Cabot) et le transport d'hydravions Dédalo qui participa au débarquement sur l'île de Alhucemas en 1925.

## Histoire
Le Príncipe de Asturias (numéro de coque R11) fut construit par la Empresa Nacional Bazán (actuellement Navantia), sur une étude technique réalisée aux États-Unis en collaboration du bureau d'étude Sea Control Ship (SCS) et ultimado en 1977. Comme les plans proposés et les spécifications techniques ne satisfaisaient pas exactement les besoins espagnols, l'Entreprise Nationale Bazán a réalisé de nombreuses retouches et améliorations. Un ingénieur de l'entreprise appartenant au service Information dira :
« Ce que nous avons reçu des États-Unis était tellement en avant-projet […]. Cela donne une idée de ce qui existait dans la conception du navire, actuellement on peut affirmer que le projet est uniquement espagnol. »
Les travaux du navire ont commencé aux chantiers navals de Bazán à Ferrol le 29 juin 1977 et la fixation de la première partie de la coque préfabriquée prévue pour la mi-juin 1979, a été soudée réellement le 8 octobre 1979. La date prévue pour la finition de la coque était prévue vers 1981, mais celle-ci n'a été finie que le 22 mai 1982, avec un an de retard par rapport aux prévisions. Entre les finitions et l’inauguration, il y a eu un énorme retard à cause des augmentations importantes de prix, dues aux nombreux problèmes d’organisation du travail, et à la modernisation technique nécessaire de la marine espagnole.
Le 22 mai 1982, la cérémonie d'inauguration fut célébrée par le roi Juan Carlos, accompagné de la reine sa majesté Sofía son épouse.
Le projet, d'une grande envergure économique et technologique, se traduit par des retards et des augmentations de prix considérable, ce qui oblige le gouvernement de Felipe González d’appuyer le projet pour que celui-ci accouche et, selon le journal ABC : « le navire a dû, pour voir le jour, entrer dans le budget initialement fixé ».
Les exigences militaires navales ont nécessité plusieurs modifications des systèmes du navire, comme, l'ajout du dernier système de contrôle : Tritan Digital Command. Pour ces raisons, le navire n’a été réceptionné et n'est entré en service que le 30 mai 1988, revenir aux chantiers navals hâtivement en 1990, pour y être encore modifié.
Devant initialement être modernisé pour naviguer jusqu'en 2020, son retrait de la flotte est anticipé pour des raisons budgétaires. Il a connu son dernier mouvement aérien, piloté symboliquement par le prince Felipe de Bourbon, le 7 février 2013 et son désarmement est prévu au port de Ferrol.
Le porte-aéronefs thaïlandais HTMS Chakri Naruebet a été construit par les mêmes chantiers navals, et a été élaboré sur les mêmes bases techniques.

## Détachement aérien

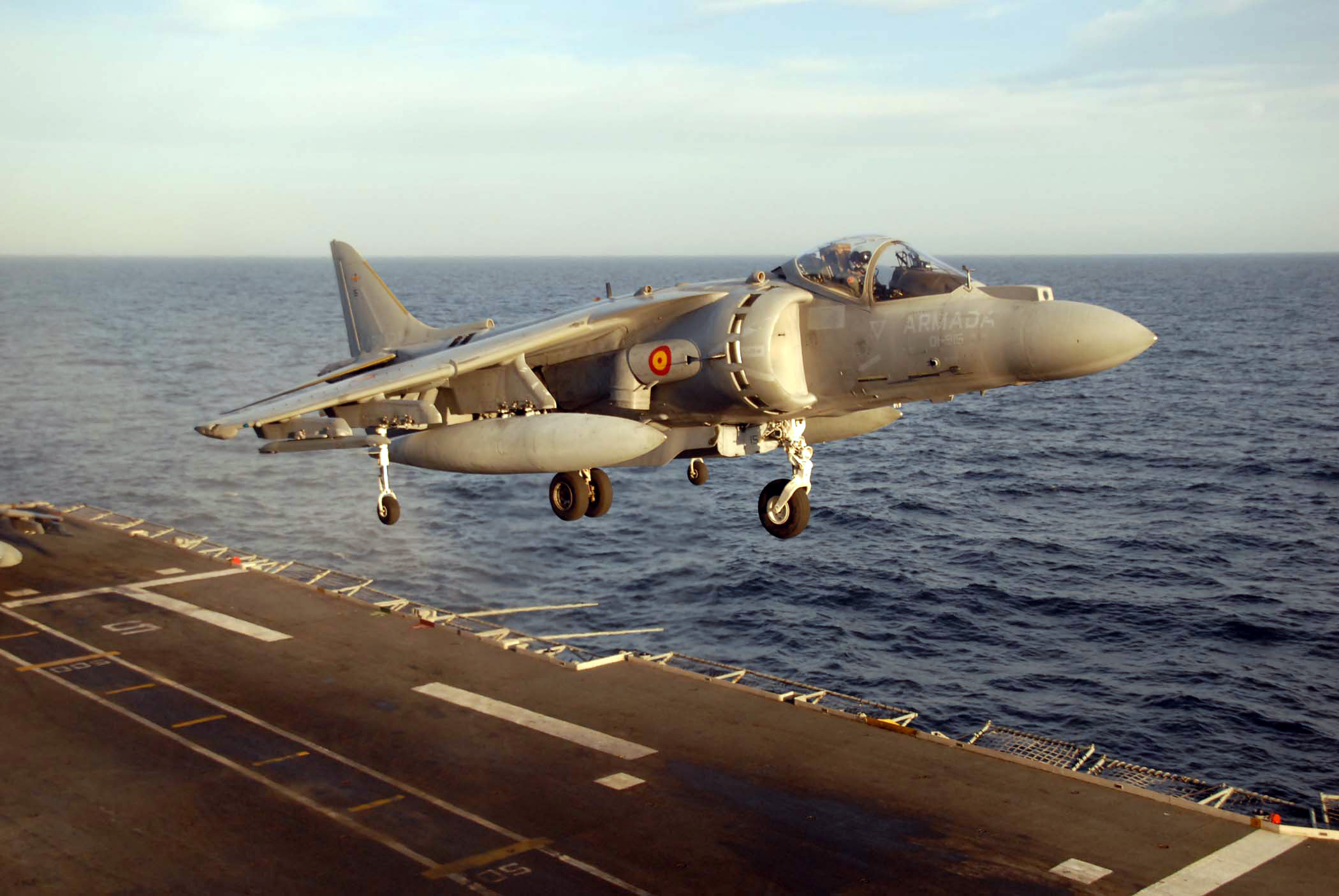
Un AV-8B Harrier II réalisant un appontage vertical sur le Príncipe de Asturias

Le groupe aérien embarqué de l'aviation navale espagnole ((es) : Flotilla de Aeronaves) est composé en général de 10 à 12 AV-8 Harrier II et d’AV-8B Harrier et de douze hélicoptères, composés de Sikorsky et d'Agusta (six Sikorsky Sea King SH-3H, quatre AB.212 et deux Sikorsky SH-3 AEW).
Grâce à la capacité STOL, STOVL et VTOL des appareils embarqués, la couverture libre de vol du pont d'envol est de 175,3 mètres, en incluant la rampe (ski-jump) inclinée de 12º vers l'avant et de 46,5 mètres de longueur.
Le Príncipe de Asturias est prévu pour transporter au maximum 29 aéronefs, 12 sur le pont prêts à décoller, et 17 alignés et rangés dans le hangar situé en sous pont.

## Données techniques
- Deux grandes turbines à gaz General Electric LM2500+ type COGAG fournissent une puissance de 34,6 MW par une unité soit 46 400 ch, pour mouvoir une hélice unique composée de cinq pales. La vitesse maximale du navire est de 27 nœuds, et l'autonomie du porte-aéronefs est de 6 500 milles pour une vitesse de croisière de 20 nœuds.
- Le navire est équipé d'un radar de type : SPS-52C 3-D entièrement numérique.

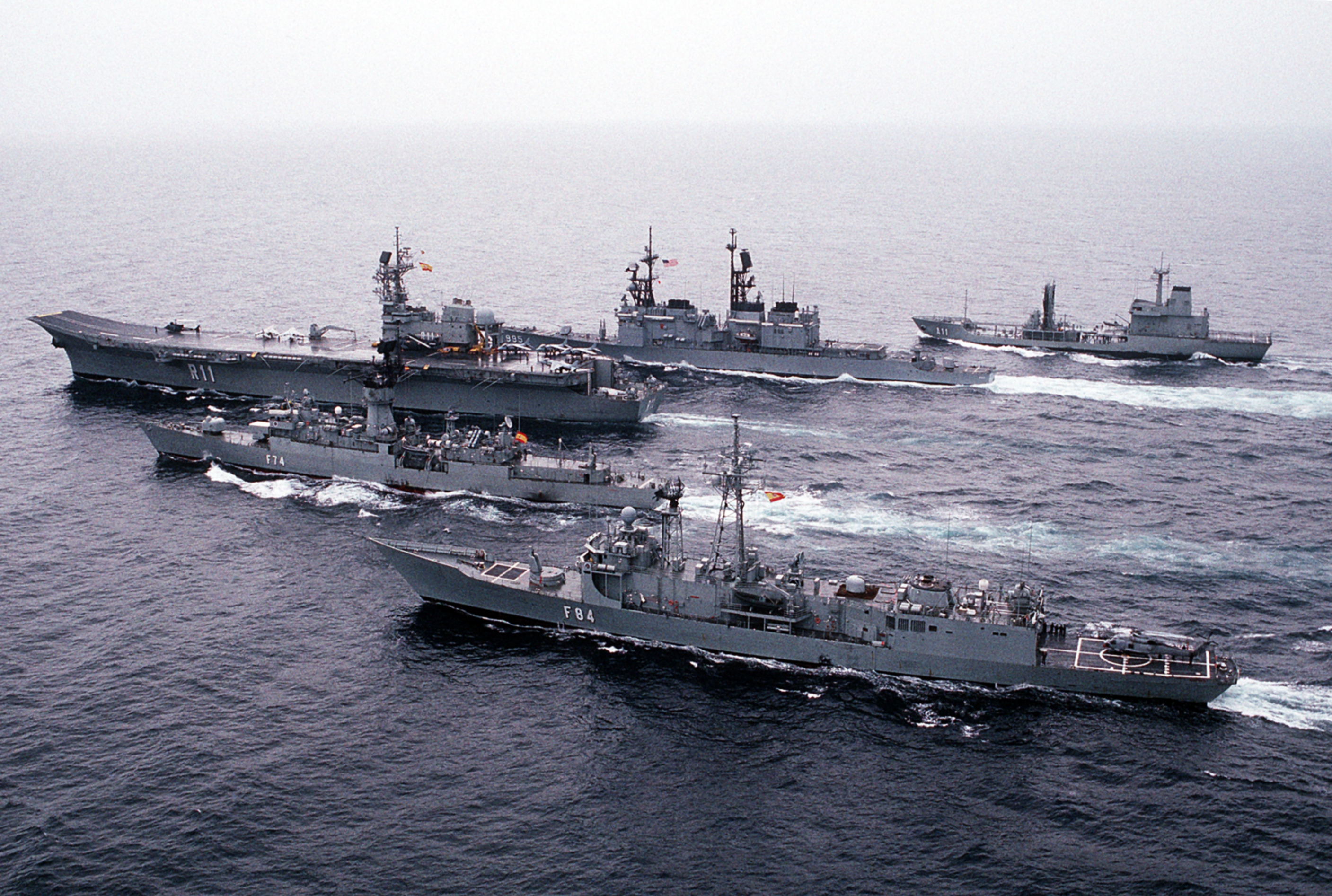
Le destroyer lance-missile USS Scott (DDG-995) (le second en partant du haut), en formation d’attaque pendant des opérations communes en mer du Nord lors d'une mission de l'OTAN, avec quatre navires de guerre espagnols. Les navires de guerre espagnols sont, de haut en bas : le pétrolier-ravitailleur Marqués de la Ensenada, le porte-aéronefs Principe de Asturias accompagné de deux frégates lance-missiles, Asturias et le Reina Sofia

## Anecdotes
- Le Príncipe de Asturias devait servir de décor pour un film hollywoodien, basé sur une histoire d’officier de marine harcelé par ses coéquipiers. Sachant que l’US Navy avait refusé de participer au projet, la marine espagnole a finalement refusé l’autorisation de demande du tournage sur le navire.
- Les avions militaires Harriers étaient surnommés par les marins espagnols les Matadors.